# Анна на шее (рассказ)
«Анна на шее» ― рассказ русского писателя Антона Павловича Чехова, написанный в 1895 году.

## Публикация
15 октября 1895 года Чехов послал текст рассказа Василию Соболевскому, редактору издания Русские Ведомости. Произведение было опубликовано в выпуске № 292 от 22 октября 1895 года.
В переработанной версии (в частности, он был разделён на две главы с добавлением многочисленных подробностей, придающих большую отчётливость характеру героини) рассказ был включён в девятый том собрания сочинений А. П. Чехова, опубликованный издателем Адольфом Марксом в 1899―1901. В своей окончательной версии последняя часть рассказа повествуется исключительно от лица главной героини, которая стала более жизнерадостной, самодовольной и отдалённой от своей семьи. Многочисленные детали сатирического характера были добавлены к описанию Модеста Алексеевича.

## Сюжет
В своих записках сам Чехов подвёл сюжет рассказа «Анна на шее», тогда ещё не написанного: «Бедная девушка, гимназистка, имеющая 5 братьев мальчиков, выходит за богатого чиновника, к-рый попрекает её каждым куском хлеба, требует послушания, благодарности (осчастливил), издевается над ее роднёй. „Каждый ч-к должен иметь свои обязанности“. Она всё терпит, боится противоречить, чтобы не впасть в прежнюю бедность. Приглашение на бал от начальника. На балу она производит фурор. Важный человек влюбляется в неё, делает любовницей (она обеспечена и теперь). Когда она увидела, что начальство у неё заискивает, что мужу она нужна, то уже говорит дома мужу с презрением: — Подите вы прочь, болван!» Сюжет законченного произведения аналогичен, за исключением того, что Анна там имеет двух братьев.
Само название рассказа двусмысленно. Оно связано с орденом Святой Анны и способом его ношения. Муж Анны, Модест Алексеевич, получает по сюжету вторую степень награды, крест, который нужно носить на шее.

## Отзывы критиков
Писатель и критик Юрий Говоруха-Отрок в своей статье, написанной в октябре 1895 года, сопоставляет рассказ Чехова с похожими сюжетами А. Н. Островского, заключая, что в то время как последний стремится придать сюжету характер драмы и трагедии, Чехов довольствуется комичным подходом, который он разработал в своих более ранних произведениях.
В 1904 году критик Юрий Дягилев (писавший под псевдонимом Ю. Череда), анализируя рассказы «Анна на шее» и «Дом с мезонином», пришёл к выводу о том, что Чехова и Достоевского следует считать певцами «мещанского счастья».

## Адаптации
В 1929 году режиссёром Яковом Протазановым был снят фильм «Чины и люди», первая новелла которого снята по рассказу «Анна на шее». В роли Модеста Алексеича — Михаил Тарханов, в роли Анны Петровны — Мария Стрелкова (дебют в кино), в роли Артынова — Виктор Станицын (дебют в кино), в роли губернатора — Андрей Петровский (последняя роль в кино).
В 1954 году в СССР режиссёром Исидором Анненским был снят фильм «Анна на шее», основанный на рассказе. Фильм посмотрело 31,9 млн зрителей. В 1957 году на Международном кинофестивале в Италии фильм был удостоен «Золотой оливковой ветви».
В 1982 году по рассказу был поставлен фильм-балет «Анюта» на музыку Валерия Гаврилина (режиссёры — Александр Белинский и Владимир Васильев, в главной роли — Екатерина Максимова). Телебалет имел большой успех во всём мире, получил приз «Интервидения» и был удостоен Государственной премии РСФСР. Позднее, в 1986 году, на основе фильма-балета был поставлен сценический балет «Анюта», премьера которого состоялась в театре Неаполя, а затем и в Большом театре в СССР.